# Frederic Raurell i Ges
Frederic Raurell i Ges   (Barcelona, 24 de setembre de 1930 - Barcelona, 21 de desembre de 2023), nascut amb el nom de Josep Raurell i Ges, va ser un caputxí català, doctor en teologia i llicenciat en ciències bíbliques i semítiques.

## Biografia
Va ensenyar a l'escolasticat dels Caputxins de Sarrià i va ser professor d'exegesi i hermenèutica bíblica a la Universitat Antoniana de Roma i a la Facultat de Teologia de Catalunya. Va ser membre fundador de l'Associació Bíblica de Catalunya, de la International Organization for the Study of the Old Testament i de la International Organization for Septuagint and Cognate Studies. Col·laborà a la Bíblia de la Fundació Bíblica Catalana i als Comentaris de l'Ofici de lectura. Codirector d'Estudios Eclesiásticos, hi va publicar nombrosos estudis. Fou membre del primer consell editorial de la Revista Catalana de Teologia.
També va fer incursions al tema franciscà, històric i espiritual. També va fer escrits i investigacions sobre la seva família, Sarrià, i del seu temps marcat per la Guerra Civil.

## Obra publicada
- Ètica de Job i llibertat de Déu. Revista Catalana de Teologia, 4. 1979. 5-24.[5]
- Del text a l'existència (1980).
- Mots sobre l'home, recull d'articles sobre antropologia bíblica (1984).
- Lineamenti di antropologia biblica. Casale Monferrato. 1986. (italià)
- Der Mythos vom männlichen Gott (‘El mite del Déu masculí’), dins del corrent de la teologia feminista (1989). (alemany)
- Os, 4,7. De la "Doxa" a la "Atimia". Revista Catalana de Teologia, 14. 1989. 41-51.[6]
- El Càntic dels Càntis en els segles xii i xiii: la lectura de Clara d'Assís. Barcelona. 1990.
- I Déu digué.... La paraula feta història. Barcelona. 1995.